# Ava di Ribagorza
Ava di Ribagorza (Ava in spagnolo, in catalano e in francese; Ribagorza, circa alla metà del X secolo – dopo il 995) fu Contessa consorte di Castiglia dal 970 al 995.

## Origine
Secondo il capitolo n° XXXVI del libro XLVI della España sagrada. 46, De las santas iglesias de Lérida, Roda y Barbastro Ava era sorella di Unifedo e Isarno, che, secondo il codice di Roda, erano figli del Conte di Ribagorza, Raimondo II e della moglie Garsenda di Fézensac, che, ancora secondo il Codice di Roda era figlia di Guglielmo Garces (ca. 895- ca. 960), primo conte d'Armagnac e di Fézensac, che, secondo la Genealogia Comitum Guasconiæ, era figlio del duca di Guascogna, García II Sánchez; anche il capitolo n° XXXVI del libro XLVI della España sagrada. 46, De las santas iglesias de Lérida, Roda y Barbastro conferma che era figlio di Raimondo II Garsenda, precisando che proveniva dalla Gallia (Garsendi nomine de galiis).
Sempre secondo il Codice di Roda, Raimondo II di Ribagorza, era il figlio primogenito del Conte di Ribagorza, Bernardo I e di Toda Galíndez d'Aragona, che ancora secondo il Codice di Roda, era figlia del terzo conte d'Aragona, Galindo III e di Arcibella di Guascogna, figlia di García I di Guascogna e di Aimena di Perigord.

## Biografia
Dopo il 960, suo padre, Raimondo II non viene più citato in alcun documento, e, nel 964, nel documento nº 194 del Catalunya Carolíngia, vol. II: Els diplomes carolingis a Catalunya, inerente ad una donazione (non consultato), Raimondo non viene citato, ma vengono citati, suo fratello, Unifedo, col titolo di conte, gli altri figli e la moglie (Hunifredus chomes et fratres mei et mater mea), per cui si presume che Raimondo sia morto tra il 960 ed il 964.

Suo fratello, Unifredo (Unifredus comes filius Ragimundi) gli succedette, precisando che fu conte al tempo di Lotario II di Lotaringia (temporibus Lotarii), come ci viene confermato dal Numero XXI della Apendice, Clase Primera, El antiguo obispado de Pallas en Cataluña.
Verso il 960 Ava aveva sposato García Fernández, che, come riporta il documento n° 35 del  Cartulario de San Millán de la Cogolla, era figlio del conte di Castiglia, Fernán González e di Sancha Sánchez di Pamplona, documento n° 35, datato 945;il matrimonio viene confermato sa due donazioni fatte col marito, che, nel 970, veniva già citato col titolo di conte di Castiglia (Ego predictus comes Garsea cum coniugé Ava,) e poi dal documento n° II del Cartulario del infantado de Covarrubias del 972 (domno Garsea comite sive domna Ava cometissa et filiis adque filiabus vestris).
Nel novembre del 978, García e la moglie, Ava (Garsias Ferdinandez cum coniuge mea Ava comitisa) , fondarono a Covarrubias il monastero dell'Infantado de Covarrubias, per la figlia Urraca (filiamque nostram Urracam) e per le principesse che non trovavano marito, come riporta il documento n° VII del Cartulario del infantado de Covarrubias (domno Garsea comite sive domna Ava cometissa et filiis adque filiabus vestris).
Nel 990, l' hajib di al-Andalus, Almanzor, appoggiò una rivolta di suo figlio, Sancho Garcés, come riportano gli Annales Complutense.

Da quel momento la Castiglia fu divisa in due parti, una governata da Garcia e l'altra da Sancho, che aveva l'appoggio della madre, Ava, come riporta la Gran Enciclopèdia Catalana.
Suo marito, García , morì prigioniero a Cordova, nel 995, dopo essere stato ferito e fatto prigioniero in una scaramuccia di confine, nell'estate di quell'anno, come riportano gli Annales Complutense; mentre il Chronicon Burgense riporta che fu catturato, dopo essere stato ferito in riva al Duero e che morì durante il trasferimento a Cordova; infine fu inumato nel Monastero di San Pedro de Cardeña. 

La contea fu ereditata, assieme al titolo di conte, da suo figlio, il ribelle, Sancho Garcés.
Di Ava, dopo il 995, non si hanno più notizie, probabilmente morì non molto tempo dopo e fu tumulata nel Monastero di San Pedro de Cardeña.

## Figli
Ava a García diede sette figli:
- Sancho Garcés (965-1017), conte di Castiglia[17] (995-1017).
- Gonzalo Garcés di Castiglia, citato nel documento n° VII del Cartulario del infantado de Covarrubias (Gundisalbo Garsea)[13]
- Mayor Garcés di Castiglia, sposò il Conte di Pallars Jussà, Raimondo III, come viene anche precisato dal capitolo n° XXXVI del libro XLVI della España sagrada. 46, De las santas iglesias de Lérida, Roda y Barbastro[1]
- Urraca Garcés di Castiglia (?-1039), citata nel documento n° VII del Cartulario del infantado de Covarrubias (filiamque nostram Urracam)[13]
- Elvira Garcés di Castiglia (?-1017), sposò il re di León Bermudo II, come conferma Memorias de las reynas catholicas[19]
- Toda Garcés di Castiglia (?-1031),, citata nel documento n° VII del Cartulario del infantado de Covarrubias (Tota comitissa)[13], sposò Sancho Gómez, della famiglia dei Banu Gómez, conti di Saldaña
- Oneca Garcés di Castiglia, sposata ad Almanzor[20], nel 995, e, nel 1045, badessa di San Salvador d'Ona.

### Fonti primarie
- (LA)  (ES) Textos-navarros-codice-roda.pd (PDF) (archiviato dall'url originale il 3 marzo 2016).
- (LA) El antiguo obispado de Pallas en Cataluña, Apendice, Clase Primera.
- (LA) España sagrada. 46, De las santas iglesias de Lérida, Roda y Barbastro.
- (LA) Rerum Gallicarum et Francicarum Scriptires, tomus XII.
- (LA) Cartulario del infantado de Covarrubias.
- (LA) Cartulario de San Millán de la Cogolla (archiviato dall'url originale il 27 febbraio 2023).
- (LA) España sagrada. Volumen 23.
- (LA) cartulario de san pedro de arlanza (PDF).

### Letteratura storiografica
- (ES) Memorias de las reynas catholicas.